# Mas d'en Pons (Bellver de Cerdanya)
El Mas d'en Pons és una masia de Bellver de Cerdanya (Cerdanya) inclosa a l'Inventari del Patrimoni Arquitectònic de Catalunya.

## Descripció
És un conjunt rural interessant d'una tipologia que contrasta amb les pròpies de la Cerdanya. Els murs són estucats i les obertures realitzades en maó i llenguatge modernista possiblement realitzades al moment de la data que figura en el portal de ferro, d'entrada al recinte «1880». Hi figuren també les inicials RP. En una llinda d'entrada a l'edifici principal o habitatge, molt il·legible, es pot endevinar entre d'altres la inscripció "PERE PONS".
Porta de l'antiga capella de Sant Ponç, d'arc de mig punt dovellada, actualment serveix d'entrada al mas.

## Història
Els Pons són una família d'hisendats de la comarca, que posseeixen també Can Paulet i el Mas de l'Ingla.